# サンダウン州
サンダウン州 (サンダウンしゅう、Sandaun Province)(公式には西セピック州)は、パプアニューギニアの北西部の州で、ニューギニア島北岸に位置する。 州都はバニモ。 州の面積は36,300 km²、人口は24万8411人（2011年国勢調査）。
1998年7月にアイタペの周辺で発生した津波により、2000人以上が命を落とした。